# ایزوسیانیک اسید
ایزوسیانیک اسید (به انگلیسی: Isocyanic acid) با فرمول شیمیایی HNCO یک ترکیب شیمیایی با شناسه پاب‌کم ۶۳۴۷ است. که جرم مولی آن 43.03 g/mol می‌باشد. شکل ظاهری این ترکیب، مایع بی‌رنگ یا گاز (در دمای اتاق) است.